# Pteromonnina filifolia
Pteromonnina filifolia är en jungfrulinsväxtart som först beskrevs av Chod., och fick sitt nu gällande namn av B. Eriksen. Pteromonnina filifolia ingår i släktet Pteromonnina och familjen jungfrulinsväxter. Inga underarter finns listade i Catalogue of Life.